# Jürgen Engler (Kulturwissenschaftler)

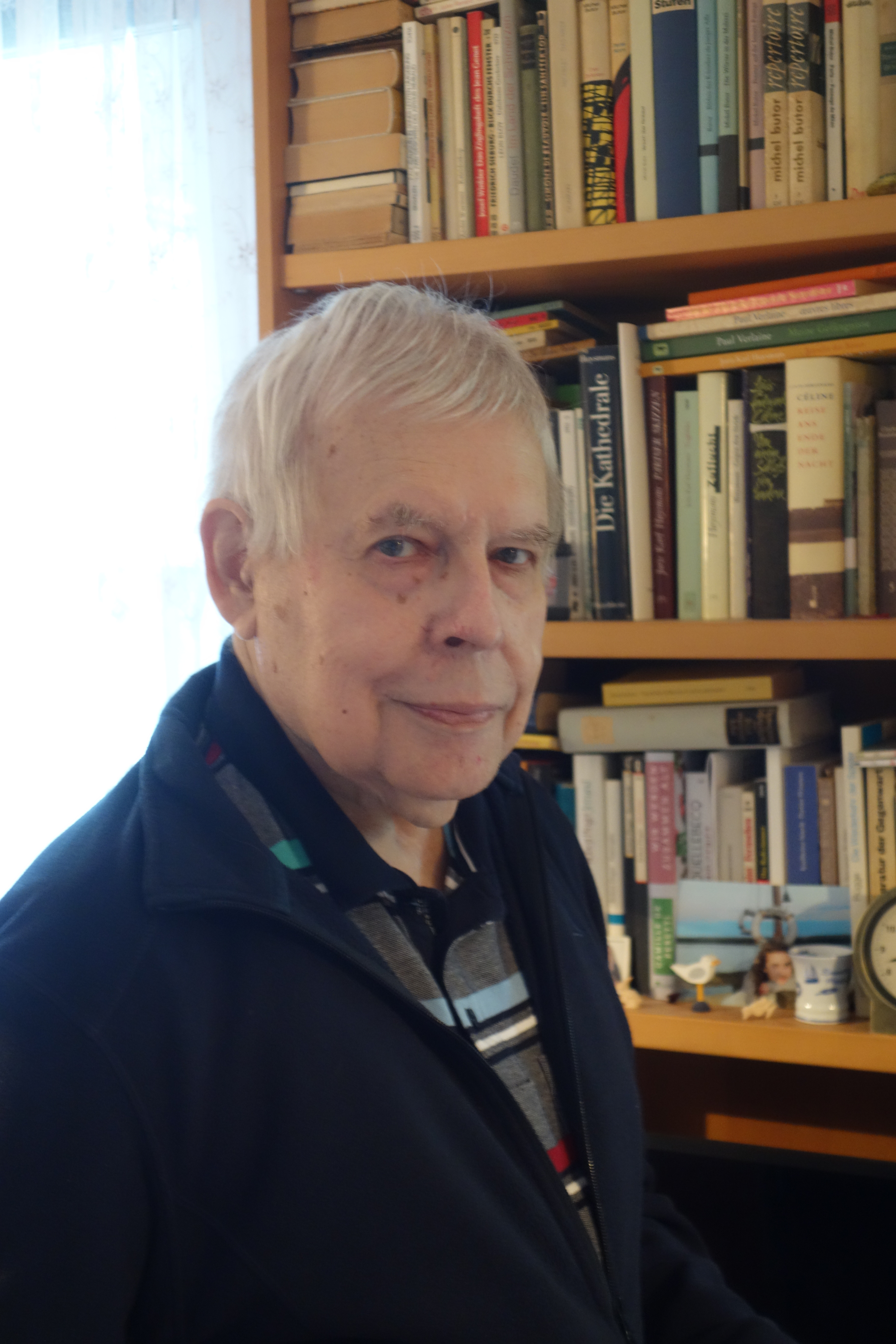
Jürgen Engler (2023)

Jürgen Engler (* 14. Mai 1945 in Dresden; † 30. Oktober 2023 in Berlin) war ein deutscher Kulturwissenschaftler.

## Leben
Engler studierte an der Universität Leipzig Germanistik und Kulturwissenschaften und promovierte 1972 in Leipzig zum Thema Untersuchungen zum Verhältnis von Ästhetischem und Moralischem, von Kunst und Moral: über die Kunstfreundlichkeit der sozialistischen Moral und die Moral der sozialistisch-realistischen Gegenwartsliteratur. Er war anschließend als Redakteur unter anderem der Weltbühne und Sinn und Form tätig. Von 1995 bis zur Einstellung 2004 war er Chefredakteur der Zeitschrift neue deutsche literatur.
Neben seiner Tätigkeit als Literaturkritiker war er seither auch als Herausgeber unter anderem von Gedichtbänden aktiv. Engler war Mitglied im PEN-Zentrum Deutschland; er lebte in Berlin.
Engler verstarb am 30. Oktober 2023 im Alter von 78 Jahren in Berlin.

## Werke (als Herausgeber)
- 2005: Apokalypse: Schreckensbilder in der deutschen Literatur von Jean Paul bis heute. Ein Lesebuch – Schwarzkopff-Buchwerke
- 2005: Small talk im Holozän: neue deutsche Literatur – Schwarzkopff-Buchwerke
- 2010: Und in der Nacht ein Licht. Hundert Trost-Gedichte – Aufbau Verlag
- 2010: In den sonnigen Beeten. Hundert Gedichte für Gartenfreunde – Aufbau Verlag
- 2011: So knallvergnügt. Hundert Gedichte über das Glück – Aufbau Verlag
- 2012: Berlin literarisch – Aufbau Verlag
- 2014: O süßes Nichtstun. Hundert Gedichte zum Lob der Faulheit – Aufbau Verlag
- 2023: Lyrische Menschenkunde. (=Die andere Bibliothek.) Aufbau Verlag, Berlin, ISBN 978-3-8477-0456-0.